# Трегубово (Новгородська область)
Трегубово (рос. Трегубово) — присілок в Чудовському районі Новгородської області Російської Федерації.
Населення становить 572 особи. Входить до складу муніципального утворення Трегубовське сільське поселення.

## Історія
Від 2004 року входить до складу муніципального утворення Трегубовське сільське поселення.

## Населення
| 2010 |
| ---- |
| 572  |